# Hoyt Johnson
Hoyt Ray Johnson (* 30. November 1935 in Arley, Alabama; † 9. August 1989 in Indiana) war ein US-amerikanischer Country-, Rockabilly- und Gospel-Musiker. Johnson stand während seiner Karriere bei verschiedenen Labels unter Vertrag, erlangte jedoch nie den großen Durchbruch.

## Leben

### Kindheit und Jugend
Hoyt Johnson wurde in Arley geboren, das in der Nähe von Jasper liegt. Er wuchs auf der Hühnerfarm seiner Eltern auf. Johnson stammte aus einer musikalischen Familie; jedes Familienmitglied spielte ein Instrument und seine Mutter schrieb sogar ihre eigenen Lieder.

### Karriere
Johnson wurde von dem lokalen Disc Jockey Jim Atkins entdeckt, der zur damaligen Zeit bei WARF in Jasper arbeitete. Atkins wurde bald Johnsons Manager und verschaffte ihm einen Plattenvertrag bei Sidney Erwin Ellis‘ Label Erwin Records aus Memphis, Tennessee. Johnsons erste Veröffentlichung bei Erwin war der Song It’s a Little More Like Heaven (Where You Are), geschrieben von Johnson und Atkins. Hank Locklin brachte den Song 1958 zu Ruhm, als er ihn auf Platz drei der Billboard Country-Charts brachte. Auch Johnny Cash nahm das Stück unter dem Titel You’re the Nearest Thing To Heaven auf und erreichte damit Platz fünf der Charts.
Johnsons zweite Single erschien im Dezember 1957 mit Enie Meanie Minie Mo / Standing In Your Window. Enie Meanie Minie Mo wird heute als Klassiker des Rockabilly angesehen und wurde mit der Studioband The Four Recorders eingespielt, während die B-Seite 1958 von Eddie Bond gecovert wurde. Aber auch diese Platte verfehlte wieder die Charts, trotz moderatem Erfolg. Die Single eröffnete Johnson unter anderem, Mitglied des Louisiana Hayrides zu werden.
Ende 1958 schien Johnsons großer Durchbruch gekommen zu sein. Er bekam einen Vertrag mit dem Major-Label RCA Victor, wo seine Songs nun von Chet Atkins produziert wurden. Obwohl seine ersten Single wie auch seine zweite Little Boy Blue in kommerzieller Hinsicht Misserfolge waren, hielt RCA an Johnson fest und 1959 bekam er eine Einladung der Grand Ole Opry, die ihn als festes Ensemble-Mitglied engagieren wollte. Johnsons übermäßiger Alkoholkonsum kam seiner Karriere aber in den Weg und nach der dritten Single bei RCA verlor er dort seinen Vertrag. Die Opry zog ihr Angebot zurück und Johnson verfiel immer mehr der Flasche.
In den 1960er-Jahren spielte Johnsons weitere Country- und Gospel-Stücke für kleine Plattenlabels wie Zone, Allstate und Satellite ein, bevor er nach Arley zurückkehrte und auf seiner Hühnerfarm lebte. Hoyt Johnson starb 1989 im Alter von nur 53 Jahren. Zu seiner Beerdigung erschienen Country-Stars wie George Jones.

## Diskografie
| Jahr                    | Titel                                                      | Label #            |
| ----------------------- | ---------------------------------------------------------- | ------------------ |
| 1957                    | It’s a Little More Like Heaven (Where You Are) / ?         | Erwin              |
| 1957                    | Enie Meanie Minie Mo / Standing In Your Window             | Erwin 555          |
| 1959                    | Sylvia / Bella Renee                                       | RCA Victor 47-7522 |
| 1959                    | Little Boy Blue / My Special Girl                          | RCA Victor 47-7607 |
| 1960                    | Too Shy / Eca-La                                           | RCA Victor 47-7731 |
| 1961                    | I Just Can’t Learn / Cindy                                 | Satellite 110      |
| 1963                    | Standing In Your Window / You’ll Never Be A Stranger To Me | Zone Z-1065        |
| 1964 (?)                | I Bet You Didn’t Know /?                                   | Erwin E-65         |
| Unveröffentlichte Titel |                                                            |                    |
|                         | - Standing On Your Window (alt. Version)                   |                    |